# غرانت بيكر
غرانت بيكر (بالإنجليزية: Grant Baker)‏ هو متركمج جنوب أفريقي، ولد في 11 فبراير 1972 في ديربان في جنوب أفريقيا.

## وصلات خارجية
- غرانت بيكر على موقع الرابطة العالمية لركوب الأمواج (الإنجليزية)
- غرانت بيكر على موقع EncyclopediaOfSurfing.com (الإنجليزية)